# Reserva Natural de Kikepera
A Reserva Natural de Kikepera é uma reserva natural localizada no condado de Pärnu, na Estónia.
A área da reserva natural é de 10.733 hectares.
A área protegida foi fundada em 2007 com base na Área Protegida de Kikepera (em estoniano:  Kikepera hoiuala).